# Libnotes (Goniodineura) imbellis
Libnotes (Goniodineura) imbellis is een tweevleugelige uit de familie steltmuggen (Limoniidae). De soort komt voor in het Oriëntaals gebied.